# Boulmiougou-Peulh
Ne doit pas être confondu avec Boulmiougou-Mossi.
Boulmiougou-Peulh est une localité située dans le département de Dargo de la province du Namentenga dans la région Centre-Nord au Burkina Faso. 

## Éducation et santé
Le centre de soins le plus proche de Boulmiougou-Peulh est le centre de santé et de promotion sociale (CSPS) de Dargo tandis que le centre médical avec antenne chirurgicale (CMA) de la province se trouve à Boulsa.
L'école primaire se trouve à Boulmiougou-Mossi.